# دویگو ییلماز
دویگو ییلماز (انگلیسی: Duygu Yılmaz؛ زادهٔ ۳ مهٔ ۱۹۸۸) بازیکن فوتبال اهل ترکیه است.
وی همچنین در تیم‌های ملی فوتبال Turkey women's national under-17 football team, Turkey women's national under-19 football team، و زنان ترکیه بازی کرده‌است.